# Charles Godfrey Leland
Charles Godfrey Leland (Philadelphia, Pennsylvania, 1824. augusztus 15. – Firenze, 1903. március 20.), Charles G. Leland: amerikai újságíró, író, humorista, néprajz- és mítoszkutató, kalandor. Legismertebb műve az Aradia avagy A boszorkányok evangéliuma, amely a modern kori boszorkányság alapműve.

## Életrajz
Leland Philadelphiában született 1824-ben. Apja Henry Hopestill Leland leszármazottja volt, ki egyike volt Új-Anglia első fehér telepeseinek.
Főhősünk a Princetoni Egyetemen végzett, majd Európába utazott, ahol Heidelberg és München egyetemein tanult tovább, majd Párizsba került a híres Sorbonne-ra. Majd Amerikában utazgatott, ahol főleg újságíróként kereste a kenyerét. 1856-ban nősült. Az északiak oldalán részt vett az amerikai polgárháborúban. 1870-ben Angliában telepedett le, ahol az angol cigányokat kezdte tanulmányozni. Idővel elnyerte Anglia "cigánykirályának", bizonyos Matty Cooper-nek a bizalmát, tőle tanulta meg a roma nyelvet. Ezalatt írta meg róluk két, klasszikussá vált könyvét. 1888-ban végleg befogadták maguk közé; ő lett a cigány közösség első Elnöke.
1888 telén családjával Firenzébe költözött, hogy az olasz boszorkánysággal foglalkozhasson. Itteni kutatásai egy olyan anyagon alapulnak, amit egy Maddalena nevű rejtélyes asszony állított össze a számára. Maddalénáról annyi bizonyosat tudni, hogy Tarot-jóslással foglalkozott Firenze sikátoraiban, amikor Leland felfedezte őt, és asszisztensévé fogadta, hogy segítsen neki a kutatásaiban. Maddalena elmondta, hogy ősi boszorkánycsaládból származik, amelynek tagjai ismernek különböző régi meséket, legendákat; összegyűjtöttek különféle varázsigéket, bűbájokat, és azt is tudják, hogy kell azokat kiejteni; valamint ismernek ősrégi orvosságokat, recepteket is. Maddalena vezette be Lelandot Diana titkos boszorkánytanába is.
Kilenc évnyi gyűjtőmunka után, 1897. újévének napján Maddalena saját kézírásával juttatta el Lelandnak a Vangelino (Evangélium) című, több mint 200 oldalas írást, amely a későbbi Aradia magját adta. Ezután a nő nyomtalanul eltűnt és többé már nem vette fel vele a kapcsolatot. Leland 1899-ben Londonban jelentette meg az Aradia avagy A boszorkányok evangéliuma című művét.
1903-ban Firenzében hunyt el. Utolsó könyvét az olasz boszorkányságról már nem fejezte be.

## Művei
Kis híján ötven könyvet írt.
Válogatott műveiː
- 1855: Meister Karl’s Sketch-book
- 1864: Legends of Birds
- 1871: Hans Breitmann’s Ballads
- 1872: Pidgin-English Sing-Song

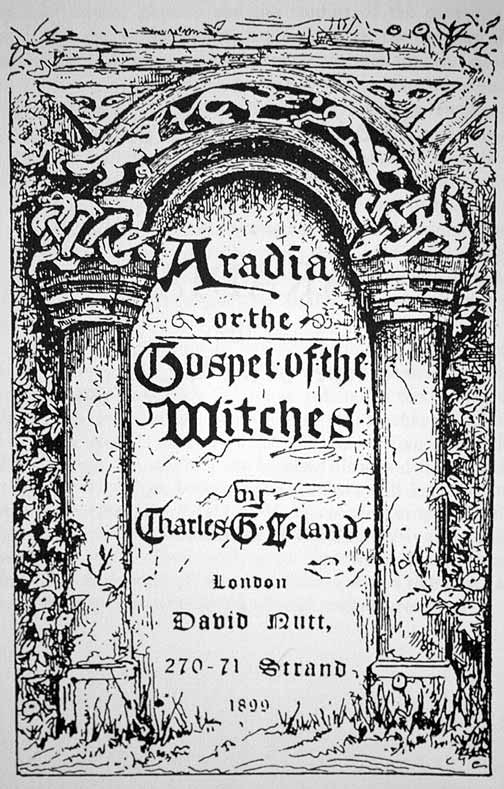
Az Aradia eredeti kiadásának borítója

- 1872: The Music-Lesson of Confucius, and Other Poems
- 1873: The English Gipsies[8]
- 1875: Fusang or the Discovery of America by Chinese Buddhist Priests in the Fifth Century[9]
- 1879: Johnnykin and the Goblins
- 1882: The Gypsies[10][11] (A cigányok)
- 1884: Algonquin Legends
- 1891: Gypsy Sorcery and Fortune Telling[12]
- 1892: The Hundred Riddles of the Fairy Bellaria
- 1892: Etruscan Roman Remains in Popular Tradition (Etruszk-római emlékek)
- 1892: Leather Work, A Practical Manual for Learners[13]
- 1895: Songs of the Sea and Lays of the Land
- 1896: Legends of Florence Collected from the People (Firenze legendái)
- 1897: A dictionary of slang, jargon & cant embracing English, American, and Anglo-Indian slang, pidgin English, gypsies' jargon and other irregular phraseology[14]
- 1899: Unpublished Legends of Virgil
- 1899: Aradia, or the Gospel of the Witches
- 1899: Have You a Strong Will?
- 1901: Legends of Virgil
- 1902: Flaxius, or Leaves from the Life of an Immortal

### Magyarul
- Aradia, avagy A boszorkányok evangéliuma; ford. Nagy András Pál; Hermit, Onga, 2005 (A modern boszorkányság mesterei)
- A cigányok mágiája és jövendőmondó módszere varázslatokkal, a gyógyító mágia fajtáival, anekdotákkal és mesékkel illusztrálva; ford. Ladányi Krisztina; Hermit, Miskolc, 2006